# Rhipidoglossum laxiflorum
Rhipidoglossum laxiflorum é uma espécie de orquídea, família Orchidaceae, que existe em Gana e Costa do Marfim. Trata-se de planta epífita, monopodial  com caule que mede pelo menos vinte centímetros de comprimento e tem folhas alternadas ao longo de todo o caule; cujas pequenas flores tem um igualmente pequeno nectário sob o labelo.

## Publicação e sinônimos
- Rhipidoglossum laxiflorum Summerh., Bull. Misc. Inform. Kew 1936: 225 (1936).

Sinônimos homotípicos:
- Diaphananthe laxiflora (Summerh.) Summerh., Kew Bull. 14: 141 (1960).